# Parafia św. Michała Archanioła w Tylicach
Parafia Świętego Michała Archanioła w Tylicach – parafia rzymskokatolicka, znajdująca się w diecezji toruńskiej, w dekanacie Nowe Miasto Lubawskie. 